# USS Syren (1803)
Pour les autres navires du même nom, voir USS Siren.
L'USS Syren (plus tard Siren) était un brick de l'United States Navy durant la guerre de Tripoli aussi appelée première guerre barbaresque (First Barbary War) ou guerre de la côte barbaresques (Barbary Coast War). Il a été capturé le 12 juillet 1814 par la Royal Navy pendant la guerre anglo-américaine de 1812.

## Histoire
L'USS Syren a été construit pour la marine en 1803 à Philadelphie par l'architecte naval Nathaniel Hutton et lancé le 6 août 1803. Il a été affecté à la marine en septembre et le lieutenant Charles Stewart en prit le commandement.

## Sources
(en)  Cet article contient du texte publié par le Dictionary of American Naval Fighting Ships dont le contenu se trouve dans le domaine public. La référence peut être lue ici.